# Александър Стаменов
Александър Петров Стаменов е български художник-живописец.

## Биография
Александър Стаменов е роден в Кукуш през 1905 година. През 1926 година завършва живопис в Художествената академия в София в класа на професор Никола Маринов. От 1931 година е член на Дружеството на новите художници и взема редовно участие в колективните му изложби в България и чужбина. Негови картини са излагани в Атина, Будапеща, Букурещ, Дрезден, Загреб, Москва, Париж и др. Първата си самостоятелна изложба прави в София през 1938 година, последвана от още седем други. През първата половина на 1940-те работи като учител по рисуване. През 1965 година е удостоен със званието „заслужил художник“.
Стаменов твори в областта на живописта, в жанровете портрет, пейзаж, натюрморт, композиция. През 1962 година рисува портрет на известната скулпторка Васка Емануилова, който днес е в колекцията на Софийската градска художествена галерия. Освен на СГХГ, картини на Александър Стаменов са притежание и на Националната художествена галерия, градските галерии в Бургас, Видин, Враца, Елена, Казанлък, Плевен, Пловдив, Смолян, Стара Загора, Търговище.